# Pardaliscoides longicaudatus
Pardaliscoides longicaudatus is een vlokreeftensoort uit de familie van de Pardaliscidae. De wetenschappelijke naam van de soort is voor het eerst geldig gepubliceerd in 1959 door Dahl.